# 항수

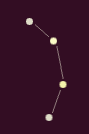
항(亢)

항수(亢宿)는 동아시아의 별자리인 이십팔수의 하나이다. 동방청룡 7수(宿) 중 두 번째에 해당된다. 서양 별자리의 처녀자리에 해당된다.

## 항수에 속한 별자리
항수에 속한 별자리들은 다음과 같다.
| 별자리 | 한자 | 별 개수 | 위치                 | 의미        |
| ------ | ---- | ------- | -------------------- | ----------- |
| 항     | 亢   | 4       | 처녀자리             | 청룡의 목   |
| 대각   | 大角 | 1       | 목동자리             | 천왕의 자리 |
| 절위   | 折威 | 7       | 천칭자리, 바다뱀자리 | 참형        |
| 섭제   | 攝提 | 6       | 목동자리             | 방패        |
| 돈완   | 頓頑 | 2       | 이리자리             | 죄수를 살핌 |
| 양문   | 陽門 | 2       | 센타우루스자리       | 변방의 문   |

## 참고 문헌
- 여불위(기원전 3세기), 《여씨춘추》 〈권13〉 유시(有始) 조(條)
- 권근 외, 『천상열차분야지도』, 서운관(書雲觀), 1395
- 이문규, 《고대 중국인이 바라본 하늘의 세계》, 문학과 지성사, 2000
- 이순지 저, 김수길.윤상철 역,《천문류초》, 대유학당, 1998
- 박창범, 《하늘에 새긴 우리역사》, 김영사, 2002